# Gle Baet
Gle Baet är en kulle i Indonesien.   Den ligger i provinsen Aceh, i den västra delen av landet, 1 900 km nordväst om huvudstaden Jakarta. Toppen på Gle Baet är 218 meter över havet, eller 194 meter över den omgivande terrängen. Bredden vid basen är 3,2 km. Gle Baet ligger på ön Pulau Peunasu.
Terrängen runt Gle Baet är huvudsakligen kuperad, men åt sydväst är den platt. Havet är nära Gle Baet österut.